# Jean-Pierre Oyiba
Jean-Pierre Oyiba, né le 29 juin 1963 à Franceville (Gabon), est un homme politique et le 5e vice-président de l'Assemblée nationale du Gabon.
Personnalité politique connue pour les hautes fonctions qu'il a occupées au sein de l'administration gabonaise, Jean-Pierre Oyiba travaillé pendant de nombreuses années aux côtés des présidents Omar et Ali Bongo. Il commence sa carrière en 1991 à l'Office des ports et rades du Gabon (Oprag) et dirigera l'autorité portuaire nationale pendant plus de 10 ans.
En 2009, il est nommé directeur de cabinet du Président de la République. En février 2010, il est nommé directeur général du Compte de refinancement de l'habitat (CRH). En novembre 2011, il est élu député de la commune de Franceville et en janvier 2014, il fait son entrée au gouvernement où il est nommé ministre délégué auprès du ministre de l'Intérieur et de la Sécurité, chargé de l'immigration.
En octobre 2014, il est nommé ministre de la Santé et des Affaires sociales. En 2016, il est nommé ministre d'État, ministre des Infrastructures, des Travaux publics et de l'Aménagement du territoire, fonction qu'il occupera jusqu'à sa sortie du gouvernement en avril 2018, pour être nommé conseiller politique du Président de la République. Lors des élections législatives de 2018, il est élu député du 1er arrondissement de la commune de Franceville.   

## Biographie

### Jeunesse et formation
Jean-Pierre Oyiba est né de parents tous deux originaires de la commune de Franceville dans la province du Haut Ogooué et d'ethnie Obamba. Il grandit avec ses parents et ses trois frères et sœurs à Franceville au quartier dit Potos, dont les fondateurs sont ses arrière-grands-parents.
Il commence sa scolarisation à l'école primaire Catholique Saint Hilaire de Franceville dans les années 1970. Il ira ensuite à l'École secondaire au CES d'Okondja d'où, il sort nanti de son BEPC.
En 1985 au Gabon, tous les élèves scolarisés à l'intérieur du pays, sont contraints de passer les examens officiels à Libreville. Il est envoyé au Centre d’examen du lycée national Léon Mba où il obtient son Baccalauréat, tout en étant scolarisé au Lycée d’État de Franceville (actuel Lycée Eugène Amogho).
Après son Baccalauréat, il obtient une bourse d’État qui le conduit en Belgique où il est inscrit au Hautes Etudes Commerciales (HEC) - École de Gestion de l'Université de Liège, Belgique. Il est ensuite admis à l’École Supérieure de Commerce et de Gestion, Saint Martin de Liège d'où il sort diplômé en 1990.
Il fait son retour au Gabon en 1990 et intègre l'Oprag (l'Office Des Ports et Rades du Gabon) en avril 1991. Durant cette période, il suit plusieurs formations à l'international. En 1992, il est formé à L'Académie Régionale des Sciences Et Techniques de la Mer à Yopougon en Côte d'Ivoire et obtient sa capacité d'expert maritime en gestion des terminaux à conteneurs.
En 1994, il poursuit ses études à l'Institut portuaire du Havre pour suivre le cours supérieur de Gestion et Exploitation des Ports. Parallèlement, en fin 1994, il bénéficiera d'un séjour d'études et de formations financer par le Gouvernement français dans les ports de Rouen, Bordeaux, Marseille, Le Havre, Anvers, Rotterdam et Felixstowe pour L'Europe ; au Port de Singapour et de Kuala Lumpur en Malaisie, pour l'Asie.
Finalement en 1995, Il bénéficie d'une ultime formation au CEFEB (Le Centre d'Études Financières, Économiques et Bancaires) à Marseille.

## Parcours politique

### Parti démocratique gabonais (PDG)
Jean-Pierre Oyiba se lance en politique à 19 ans et devient en 1982, le Président de L'UJPDG (l'Union des Jeunes du Parti Démocratique Gabonais) du lycée d'État de Franceville ; de 1983 à 1985, il est responsable de tous les établissements scolaires. De 1986 à 1990 alors étudiant, il devient président de l'UJPDG en Belgique. De 1992 à 1998, il est membre du comité central PDG (Parti Démocratique Gabonais). De 1998 à 2003, il est membre du Conseil National du parti. De 2003 à 2014 il est membre du Bureau Politique du PDG (Parti Démocratique Gabonais). De 2015 à 2018 il est membre du comité permanent du Bureau Politique du PDG. Depuis 2019, il est membre du Bureau Politique.
Par ailleurs, en 2005 il est celui qui proposera au sein du parti au pouvoir PDG, le slogan de campagne de la coordination général des jeunes lors de la campagne du Feu Président Omar Bongo Ondimba "demain doit être meilleur qu'aujourd'hui" que les jeunes adopteront pour battre campagne.
Il remportera une fois de plus les élections cette année-là. En 2016, Jean-Pierre Oyiba dira également lors d'un meeting politique au sein du parti, ces mots qui démontrent à suffisance son attachement à la politique mais surtout son implication; "En politique, la perception est importante, c'est pourquoi il faut toujours rassembler, additionner et multiplier, et non diviser ou soustraire…

## Carrière professionnelle
En novembre 1990, il commence sa carrière à l'étranger au service commercial et en qualité de Cadre à la Banque Bruxelles Lambert (BBL) succursale de Liège.
Le Président Omar Bongo Ondimba lui accorde une audience en 1990 au Palais présidentiel du bord de mer, lors de laquelle il lui demande de rentrer se mettre au service de son pays. Il débute à l'Oprag (Office des ports et rades du Gabon) en avril 1991 et gravit les échelons au fil du temps. D'abord en qualité de cadre stagiaire à la direction commerciale et d'exploitation et en juillet 1991, il est définitivement intégré et nommé directeur commercial et d'exploitation adjoint de l'OPRAG puis en octobre 1995, il est nommé directeur financier et comptable. C’est en février 1999, que Jean-Pierre Oyiba est nommé par décret du Président de la République, directeur général de l'Oprag, poste qu'il occupe pendant plus de 10 ans, jusqu'en octobre 2009.
À la suite du décès du président Omar Bongo Ondimba en 2009 à Barcelone, son fils Ali Bongo Ondimba alors, ministre de la Défense est élu Président de la République lors du scrutin en 2009. C'est donc sous Ali Bongo Ondimba qu'il est nommé et cumule les fonctions de directeur de cabinet du Président de la République et Président du conseil d'administration de l'Oprag.
En novembre 2009, il démissionne de son poste de directeur de cabinet du Président de la République, une première dans l'histoire politique du Gabon. Cet acte s'inscrit à la suite d'accusations qui après enquête menée par la justice française sous la loupe du Procureur de Paris, et le Tribunal de Grande Instance de Libreville, se révéleront fausses et infondées. En février 2010, il fait son retour dans l'administration gabonaise et est nommé directeur général du compte de refinancement de l'habitat (CRH).
En novembre 2011, il est élu député de la commune de Franceville et intègre donc de ce fait la 12e législature de l'Assemblée nationale en mars 2012 en qualité de député élu et membre du bureau de l'Assemblée nationale. En janvier 2014, il est appelé à de nouvelles fonctions dans le gouvernement Daniel Ona Ondo 1 en qualité de ministre délégué auprès du ministre de l'Intérieur et de la Sécurité, chargé de l'Immigration.
En octobre 2014, il est de nouveau nommé au gouvernement Daniel Ona Ondo 2 en qualité de ministre de la Santé et de la Prévoyance sociale. En septembre 2015, il est nommé au gouvernement Daniel Ona Ondo 3 mais cette fois-ci en qualité de ministre d'État, ministre des Infrastructures, des Travaux publics et de l’Aménagement du territoire.
Entre octobre 2016 et août 2017, il est reconduit au poste de ministre d'État, ministre des Infrastructures, des Travaux publics et de l’Aménagement du territoire sous le gouvernement Issoze Ngondet 1 et 2.
En qualité de ministre d'État, ministre des Infrastructures, des Travaux publics et de l’Aménagement du territoire il a porté le projet de construction de la première passerelle de Libreville en 2016 jusqu'à sa réalisation. Toujours occupant ladite fonction, il a ouvert la voie entre la cité Damas et la voie express tronçon qui a permis de désengorger les embouteillages persistant dans cette zone. Également à inscrire parmi ses quelques réalisations c'est les travaux des voiries urbaines de Libreville effectué par Colas, dont il a été l'initiateur. Pour pallier le phénomène d’inondations récurrentes à Libreville et ses banlieues dans l’ensemble, Jean Pierre Oyiba a également réalisé une vaste opération de curage des bassins versants de la ville en 2017.
C'est en avril 2018, que Jean Pierre Oyiba sort du gouvernement et est nommé conseiller politique du Président de la République.
En octobre 2018, il est élu comme premier député du premier arrondissement de la commune de Franceville, le siège unique de Franceville ayant été divisé en quatre sièges, dont un par arrondissement. Il intègre donc l'Assemblée nationale en qualité d’élu et devient le 5e Vice-Président, fonction qu'il occupe actuellement.